# Édouard Louis Dubufe
Édouard Louis Dubufe (ur. 30 kwietnia 1820 w Paryżu, zm. 11 sierpnia 1883 w Wersalu) – malarz francuski, uczeń swego ojca Claude-Marie Dubufe i Delaroche'a. 
Początkowo malował obrazy religijne, następnie prawie wyłącznie portrety.